# Elizabeth Baidu
Elizabeth Baidu (auch: Elizabeth Baidoo; * 28. April 1978) ist eine ehemalige ghanaische Fußballspielerin.

## Karriere
Baidu kam während ihrer Vereinskarriere für die Bluna Ladies (1999), die Ghatel Ladies of Accra und das Chicagoer Robert Morris College (2003–2006) zum Einsatz.
Die 175 cm große Abwehrspielerin nahm mit der ghanaischen Nationalmannschaft („Black Queens“) an den Weltmeisterschaften 1999 und 2003 teil und bestritt dabei sechs Partien. Außerdem stand sie bei den Afrikameisterschaften 2000 und 2002 im Kader der Black Queens. 2006 wird Baidu zum letzten Mal als Nationalspielerin bezeichnet.